# NGC 1127
NGC 1127 (również PGC 10889 lub UGC 2356) – galaktyka spiralna z poprzeczką (SBab), znajdująca się w gwiazdozbiorze Barana. Odkrył ją Albert Marth 2 grudnia 1863 roku.